# Rolls-Royce 15 hp
Rolls-Royce 15 hp — легковой автомобиль с трёхцилиндровым двигателем, изготовленный в 1905 году британской компанией Rolls-Royce всего в шести экземплярах.
В ходе исторической встречи в мае 1904 года между конструктором Ройсом и предпринимателем Роллсом, партнёры договорились, что под вновь созданной маркой Rolls-Royce будут продаваться автомобили четырёх типов: 10 hp, 15 hp, 20 hp и 30 hp. В декабре на выставке в Париже были представлены автомобили 10 hp и 15 hp, шасси 20 hp, и двигатель для 30 hp.
В настоящее время трёхцилиндровый Rolls-Royce, считающийся вторым из старейших сохранившихся автомобилей компании, демонстрируется в Музее транспорта в Алфорде, Шотландия. Примерная стоимость такого автомобиля составляет не мене 3,5 миллионов фунтов.

## Описание
До 1949 года компания Rolls-Royce выпускала автомобили исключительно в виде шасси, оснащенного всеми необходимыми агрегатами. Кузова  разрабатывались и изготавливались специальными фирмами, которые тесно сотрудничали с головной кампанией и были рекомендованы ею, но иногда покупатели выбирали кузов сами. Для Rolls-Royce 15 hp кузова производила компания Barker.
В начале XX века некоторые автопроизводители стали предлагать автомобили с трёхцилиндровым двигателем, и начинающая компаний Rolls-Royce не стала исключением. Устанавливаемый на описываемую модель мотор существенно отличался от других двигателей серии (10 hp, 20 hp, 30 hp). Каждый его цилиндр большего диаметра отливался отдельно и имел собственную рубашку жидкостного охлаждения. Благодаря четырёхопорному коленчатому валу с развёрнутыми на 120° кривошипами, работал мотор очень «мягко». Клапанный механизм был смешанного типа (IOE): впускные клапаны расположены в головке, когда как выпускные — в блоке цилиндров. Все они проводились в действие от нижнего коленвала. Питался двигатель от карбюратора с падающим потоком смеси собственной разработки Rolls-Royce.
От двигателя через коническое сцепление вращение передавалось на трёхступенчатую механическую коробку передач со скользящими шестернями. Передаточные числа первой и второй передач подбирались под заказанный автомобиль, когда ка третья передача всегда была прямой. Переключения осуществлялись с помощью рычага, установленного сбоку снаружи рядом с тормозным рычагом. Карданный вал передавал вращение на задний мост, картер главной передачи и дифференциала которого был изготовлен из алюминиевого сплава. Передний и задний мосты крепились к раме с помощью полуэллиптических рессор. Напольная педаль тормоза воздействовала на трансмиссию, а с помощью рычага и механического привода задействовались барабанные тормоза с внутренними колодками сзади. На автомобиль устанавливались деревянные колёса со спицами.